# Нейрофиброматоз
Нейрофиброматоз — заболевание из группы факоматозов. 
Данный термин объединяет группу из трёх заболеваний: нейрофиброматоз I типа (НФ1), нейрофиброматоз II типа (НФ2), шванноматоз. Симптоматика при НФ1 включает в себя появление множественных пигментированных пятен цвета «кофе с молоком» и «веснушчатых гроздьев» в подмышечной и паховой областях, нейрофибром, сколиоза. Для НФ2 патогномоничными симптомами являются потеря слуха, нарушение равновесия, катаракта в молодом возрасте, мышечная атрофия. При шванноматозе возможно появление боли как в одной, так и в нескольких частях тела. Как правило, опухоли при нейрофиброматозах доброкачественные.

## Нейрофиброматоз I типа (НФ1)
Одно из самых распространённых наследственных заболеваний, характеризующееся возникновением опухолей у больного. Тип наследования аутосомно-доминантный. Частота возникновения заболевания у мужчин и женщин одинакова, наблюдается примерно у каждого 3500 новорождённого. Риск наследования ребёнком данной патологии при наличии НФ1 у одного из родителей равен 50%, у обоих — 75%. Ген картирован в 17-й хромосоме.
Основными симптомами НФ1 являются:
- наличие множества светло-коричневых пятен на коже (от 5 до 20 мм);
- наличие нескольких нейрофибром;
- гиперпигментация;
- наличие глиомы зрительных нервов;
- гамартома радужки (узелки Лиша);
- костные аномалии
- наличие родственника с НФ1.

## Нейрофиброматоз II типа (НФ2)
Данный вид нейрофиброматоза встречается намного реже, чем НФ1. НФ2 регистрируется у каждого 50 000 новорождённого. По данным молекулярно-генетических исследований, этиопатогенез двух типов совершенно различен, поэтому их необходимо дифференцировать. Ген картирован в 22-й хромосоме. Тип наследования аутосомно-доминантный.
Основными симптомами НФ2 являются:
- двусторонняя невринома VIII нерва;
- наличие родственника, поражённого НФ2 или невриномой VIII нерва;
- сочетание двух нижеуказанных признаков:

- наличие нейрофибром;
- менингиом;
- глиом;
- шванном.

## Другие типы
III тип — редкая форма нейрофиброматоза, характеризуется ладонными нейрофибромами, бледноватыми относительно большими пятнами цвета кофе с молоком, двусторонними невромами слухового нерва, менингиомами задней ямки и верхнешейного отдела, спинальными и параспинальными нейрофибромами, отсутствием узелков Лиша (гамартом радужки) и опухолями ЦНС, быстро развивающимися на втором или третьем десятилетии жизни.
IV тип — редкая форма нейрофиброматоза. Клинически нейрофиброматоз I типа, но без узелков Лиша.

## Лечение
Основной метод лечения нейрофиброматоза — оперативное удаление опухолей, доступных при хирургических операциях. При множественных опухолях назначается рентгенотерапия. Также прописывают ряд средств по улучшению обменных процессов.

## Диагностика
Данное заболевание диагностируется при местном осмотре. Оценивается состояние всего кожного покрова, новых образований на коже, пигментных пятен которые уже присутствовали на теле, их обилие, цвет и размер. Могут обнаруживаться нейрофибромы. Проводится анализ чувствительности кожи на всех участках тела. Осуществляется аудиометрия для оценки слуха и исключения возможности поражения слухового нерва. 
Для оценки состояния головного и спинного мозга используют КТ или МРТ. В некоторых случаях допустимо рентгенологическое исследования.   